# كيلي آن بابتيست
كيلي آن كايلين بابتيست (بالإنجليزية: Kelly-Ann Kaylene Baptiste) هي عداءة مسافات قصيرة ترينيدادية ولدت في يوم 14 أكتوبر 1986 في مدينة بليموث في ترينيداد وتوباغو، أبرز إنجازاتها هو فوزها بالميدالية البرونزية في سباق 100 متر في بطولة العالم لألعاب القوى 2011 في دايغو في كوريا الجنوبية، كما فازت بالميدالية البرونزية مع الفريق الترينيدادي في سباق 4×100 متر في بطولة العالم لألعاب القوى 2015 في بكين، أفضل رقم شخصي لها في سباق ال100 هو 10.84 ثانية سجلته في يونيو 2010 في فلوريدا في الولايات المتحدة وفي سباق ال200 متر سجلت 22.60 كأفضل رقم شخصي لها في مايو 2009.

## روابط خارجية
- كيلي آن بابتيست على موقع الاتحاد الدولي لألعاب القوى (الإنجليزية)
- كيلي آن بابتيست على موقع الدوري الماسي (الإنجليزية)
- كيلي آن بابتيست على موقع اللجنة الأولمبية الدولية (الإنجليزية)
- كيلي آن بابتيست على موقع أوليمبيديا (الإنجليزية)